# Duruelo
Duruelo ist eine Gemeinde in der spanischen Provinz Segovia. Sie liegt im Süden der Autonomen Region Kastilien und León, an der Nordwestabdachung der Sierra de Guadarrama. Sie hat 171 Einwohner (Stand: 2024). Neben dem gleichnamigen Hauptort Duruelo besteht die Gemeinde aus der Ortschaft Los Cortos.

## Geographie
Duruelo liegt etwa 65 Kilometer nordöstlich vom Stadtzentrum von Segovia in einer Höhe von ca. 1000 m. 
Duruelo befindet sich innerhalb der Zone des kontinentalen mediterranen Klimas.

## Geschichte
Archäologische Funde wie Münzen und Keramik deuten auf eine ältere Siedlung hin. Duruelo ist historisch nach der kastilischen Rückeroberung und der Ansiedlung von Menschen aus dem Dorf Duruelo de la Sierra in der Provinz Soria bekannt geworden. Der Name der Ortschaft taucht zum ersten Mal in dem Cartulario de Silos auf, einer Schenkungsurkunde von König Alfons VI. von León aus dem Jahr 1076.
1342 wurde Duruelo und das Umland, zunächst den Tempelrittern gehörend, von Alfons XI. von Kastilien an das Kloster Las Huelgas Reales in Valladolid geschenkt.
1568 gründeten Teresa von Ávila und Johannes vom Kreuz in Duruelo das erste Kloster der Unbeschuhten Karmeliten. 

## Bevölkerungsentwicklung
| Jahr      | 1970 | 1981 | 1991 | 2001 | 2011 | 2021 |
| Einwohner | 197  | 111  | 119  | 135  | 176  | 190  |

## Sehenswürdigkeiten
- Kirche Mariä Geburt

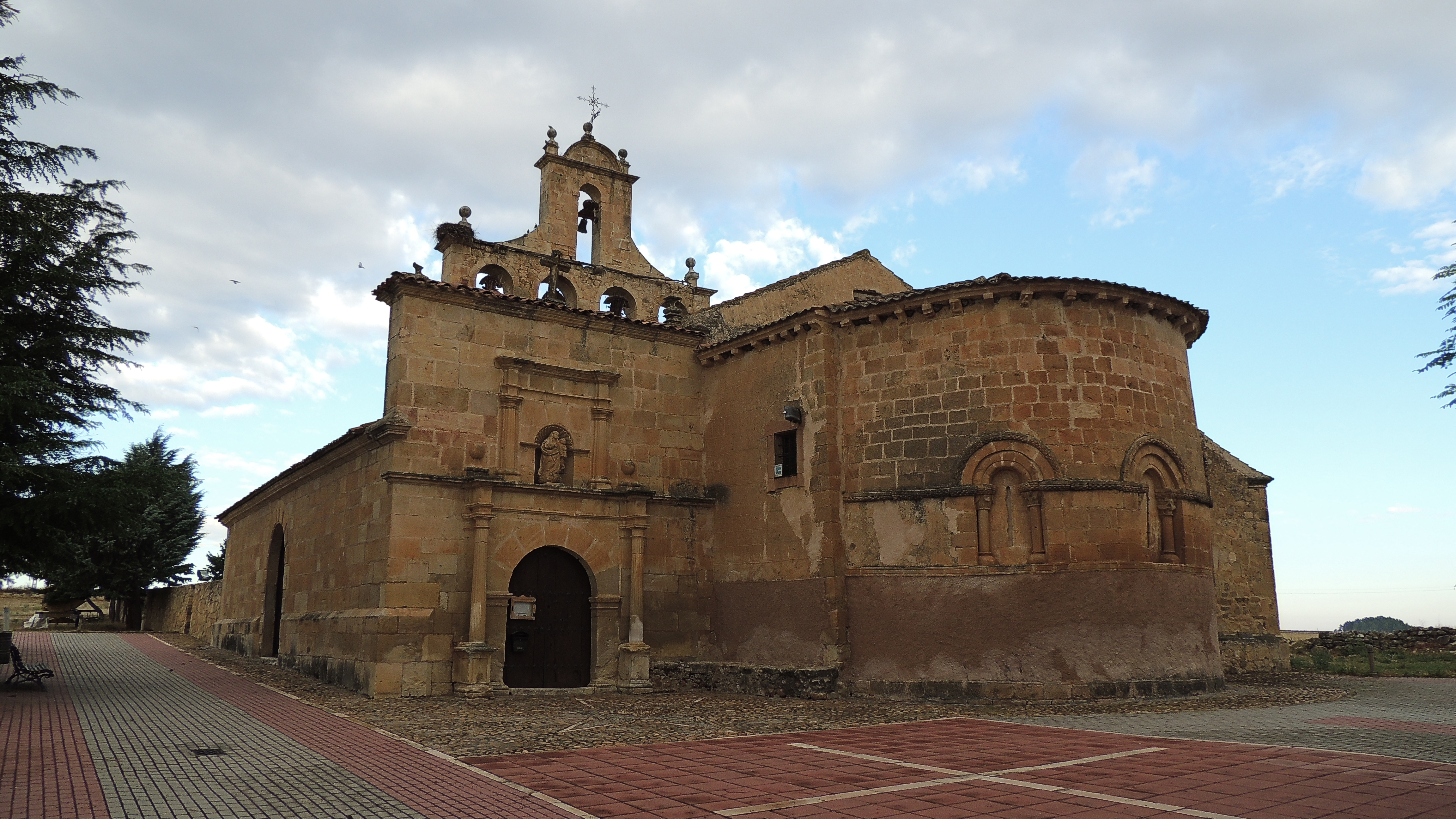
Kirche Mariä Himmelfahrt
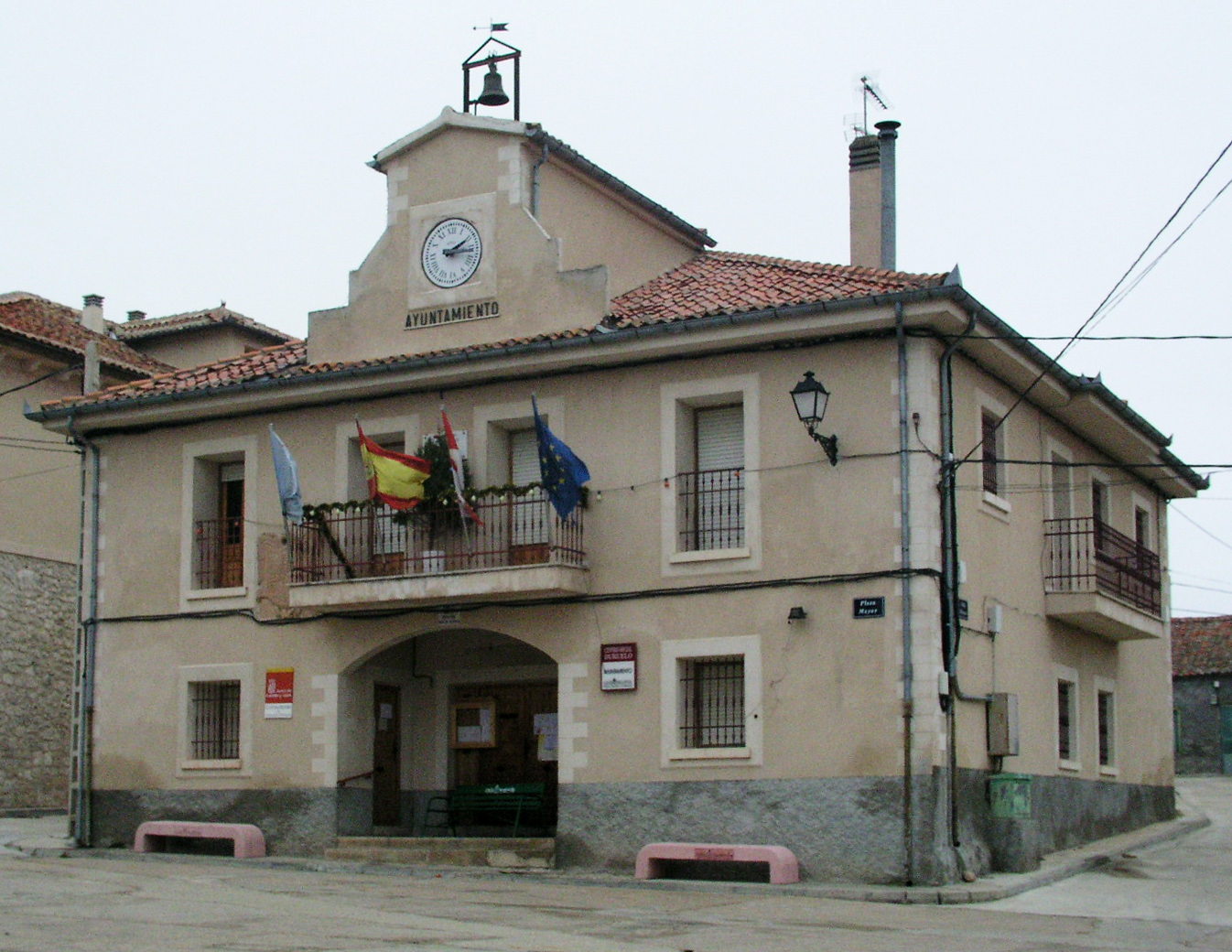
Rathaus